# کریستین پودنتس
کریستین پودنتس (به آلمانی: Kristin Pudenz) (زاده ۹ فوریه ۱۹۹۳) پرتاب‌گر دیسک زن اهل آلمان است.